# Maria Theresia von Österreich-Toskana (1801–1855)

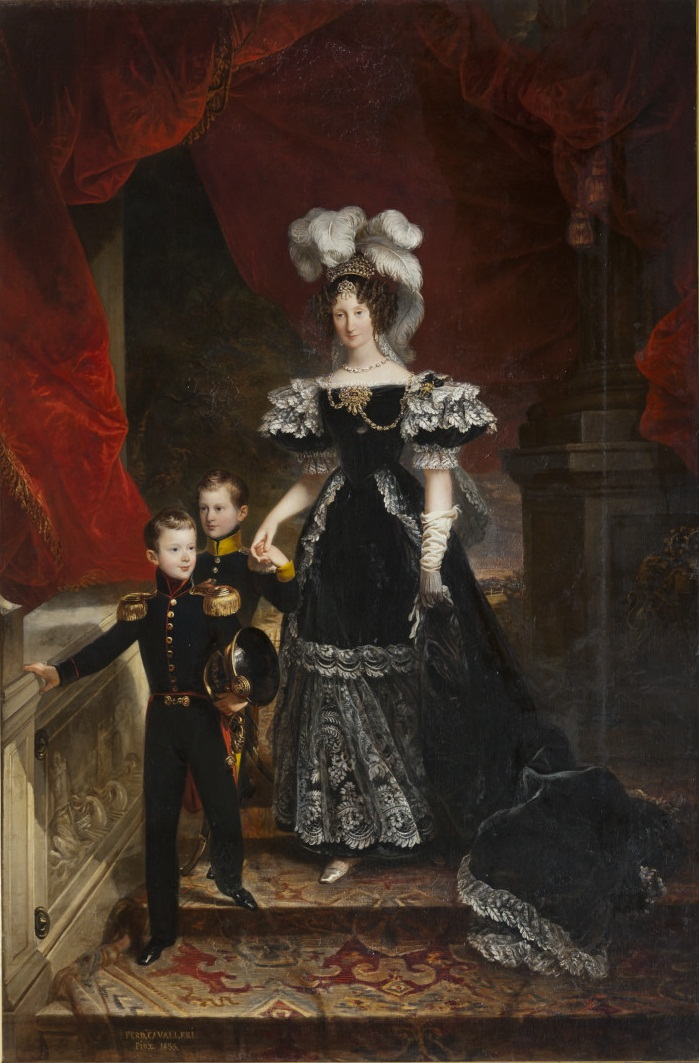

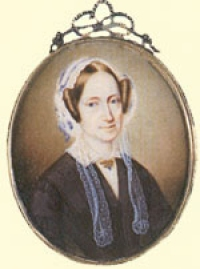
Maria Theresia von Österreich-Toskana

Maria Theresia Franziska Josefa Johanna Benedikte von Österreich-Toskana (* 21. März 1801 in Wien; † 12. Januar 1855 in Turin) war von 1831 bis 1849 Königin von Sardinien-Piemont.

## Leben
Maria Theresia wurde 1801 als Tochter von Großherzog Ferdinand III. von Toskana und dessen erster Gemahlin Luisa Maria von Neapel-Sizilien (1773–1802) geboren. Bereits im Alter von einem Jahr verlor sie ihre Mutter. Ihre Kindheit verbrachte sie in Wien und Würzburg.
Am 30. September 1817 wurde sie im Dom von Florenz mit dem 19-jährigen Herzog Karl Albert von Savoyen-Carignan vermählt. 
Das Paar hatte drei Kinder:
- Viktor Emanuel (* 14. März 1820; † 9. Januar 1878), erster König des vereinten Italien
- Fernando Maria (* 15. November 1822; † 10. Februar 1855), erster Herzog von Genua
- Maria Christina (* 2. Juli 1826; † 15. Juli 1827), Prinzessin von Sardinien-Piemont

Die als schöne Frau und liebevolle Mutter dargestellte Maria Theresia entwickelte sich immer mehr zu einer begeisterten Italienerin und übersetzte für ihre Kinder einige „Moralische Erzählungen“ aus dem Deutschen ins Französische. Allerdings soll Karl Albert seiner Gemahlin nicht immer treu gewesen sein.
Aufgrund eines Aufstandversuchs dankte der alte König Viktor Emanuel I. von Sardinien-Piemont am 13. März 1821 zugunsten seines Bruders Karl Felix ab, ernannte aber wegen dessen vorläufiger Abwesenheit seinen Neffen Karl Albert zum Regenten. Der Aufstand wurde rasch unterdrückt und Karl Felix blieb bis zu seinem Tod (1831) König. Nun bestieg Karl Albert den Thron und seine Gattin Maria Theresia wurde damit Königin von Sardinien-Piemont. Von tiefer Gläubigkeit durchdrungen suchte sie vergeblich, eine der katholischen Kirche zuwiderlaufende Gesetzgebung zu verhindern.
Im Zuge nationaler italienischer Einigungsbewegungen bemühte sich Karl Albert 1848/49 die Vorherrschaft Österreichs auf der Apenninhalbinsel zu brechen, scheiterte dabei aber endgültig durch seine Niederlage in der Schlacht bei Novara (23. März 1849) gegen den österreichischen Feldmarschall Josef Graf Radetzky. Sein ältester Sohn übernahm daraufhin als Viktor Emanuel II. die Regierung, während Karl Albert bereits am 28. Juli 1849 im Exil in Porto verschied.
Nun trat Maria Theresia kaum mehr in der Öffentlichkeit auf, zog sich 1851 in die Toskana zurück und starb Anfang 1855 in Turin. Sie wurde in der Basilica di Superga in Turin beigesetzt.